# Leucanitis latimedia
Leucanitis latimedia là một loài bướm đêm trong họ Noctuidae.